# Atacama (region)
Region Atacama (španělsky Región de Atacama) je jeden z regionů Chile. Leží zhruba 800 kilometrů na sever od hlavního města Santiaga. Na severu sousedí s regionem Antofagasta a na jihu s regionem Coquimbo.
Hlavním městem je Copiapo, dalším důležitým městem je Vallenar. Většinu regionu tvoří poušť Atacama obsahující řadu minerálů, proto je nejvýznamnějším místním odvětvím těžební průmysl. Funguje zde mnoho dolů, v roce 2010 se zde stalo důlní neštěstí Copiapó 2010, kterému se dostalo celosvětové pozornosti.

## Administrativní dělení regionu
Region se dále dělí na 3 provincie a 9 komun.
| \| Provincie \| Komuna \| \| ------------------ \| ------------------ \| \| Provincie Chañaral \| 1 Chañaral \| \| Provincie Chañaral \| 2 Diego de Almagro \| \| Provincie Copiapó \| 3 Caldera \| \| Provincie Copiapó \| 4 Copiapó \| \| Provincie Copiapó \| 5 Tierra Amarilla \| \| Provincie Huasco \| 6 Alto del Carmen \| \| Provincie Huasco \| 7 Freirina \| \| Provincie Huasco \| 8 Huasco \| \| Provincie Huasco \| 9 Vallenar \| |                    |
| Provincie | Komuna             |
| Provincie Chañaral | 1 Chañaral         |
| Provincie Chañaral | 2 Diego de Almagro |
| Provincie Copiapó | 3 Caldera          |
| Provincie Copiapó | 4 Copiapó          |
| Provincie Copiapó | 5 Tierra Amarilla  |
| Provincie Huasco | 6 Alto del Carmen  |
| Provincie Huasco | 7 Freirina         |
| Provincie Huasco | 8 Huasco           |
| Provincie Huasco | 9 Vallenar         |

## Fotogalerie

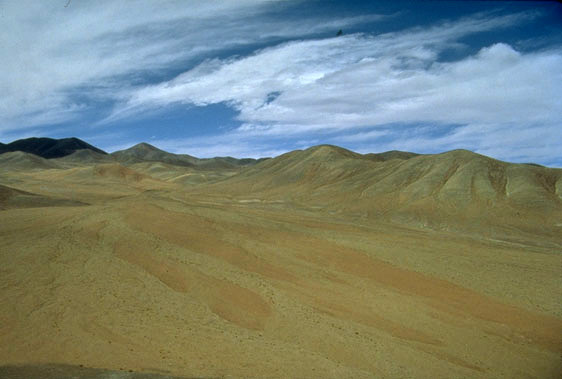
krajina pouště Atacama
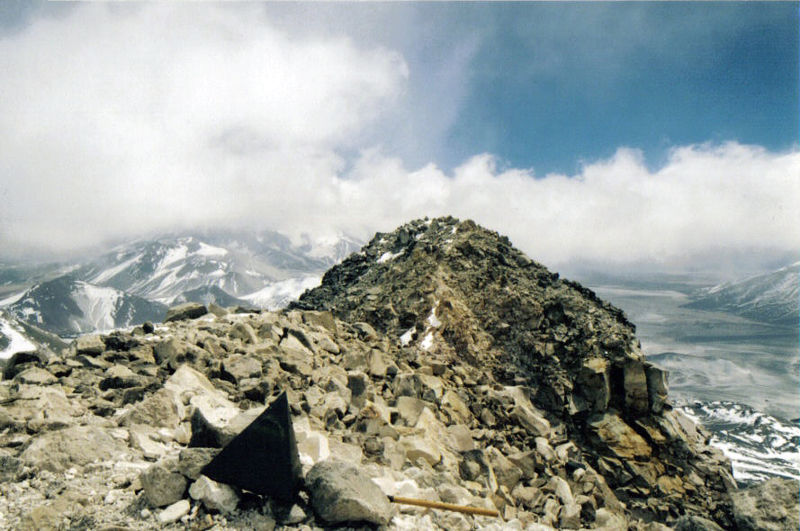
Vrchol Ojos del Salado - nejvyšší bod Chile
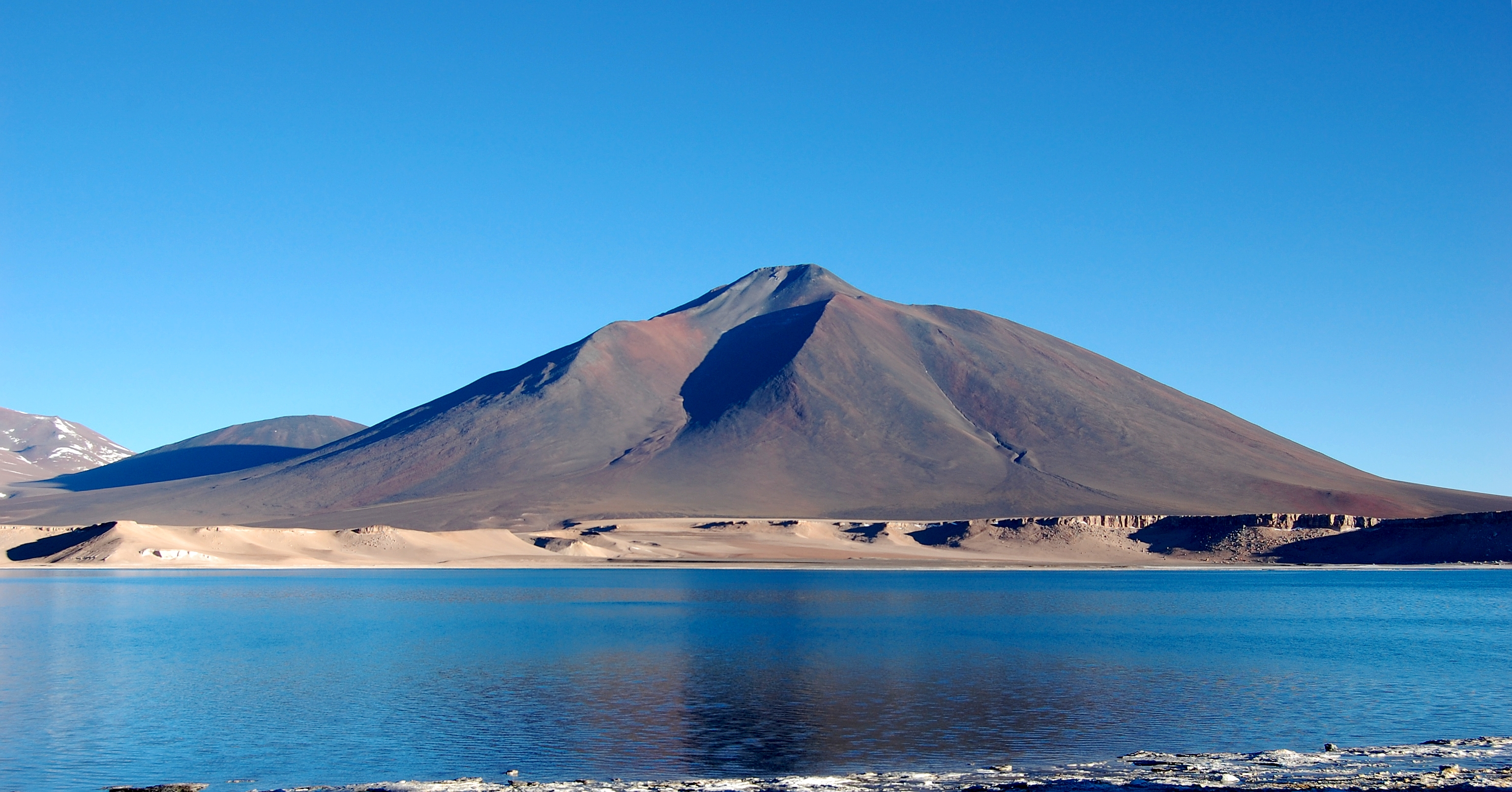
Laguna Verde